# Tonowek Bay

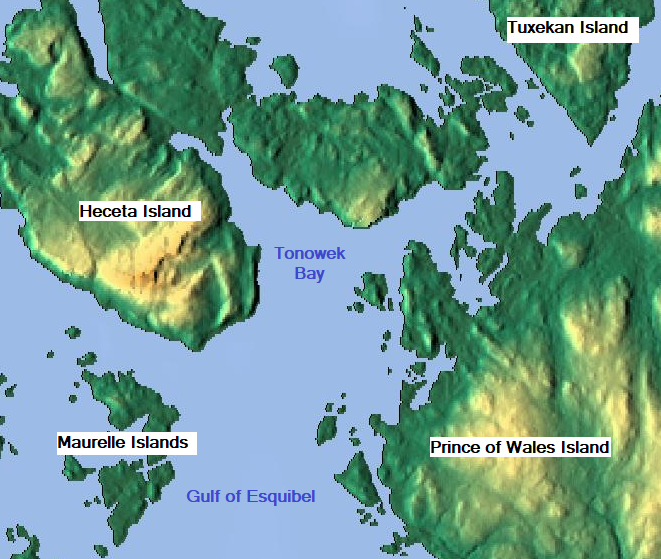
Kaart met de baai omringd door de eilanden

Tonowek Bay is een baai in de Alexanderarchipel in de Alaska Panhandle in het zuidoosten van Alaska in de Verenigde Staten.

## Geografie
De baai heeft een lengte van 10 kilometer en is 5,4 kilometer breed. Het ligt zuidwest-noordoost georiënteerd. In het oosten ligt het centrale deel van het Prins van Waleseiland, in het noorden en westen ligt het Heceta Island. In het zuiden sluit de baai aan op de Golf van Esquibel en in het zuidwesten op de Bocas De Finas. In het noordoosten staat de baai via de Tonowek Narrows in verbinding met de Karheen Passage.
Het waterlichaam ligt in de mariene ecoregio Noord-Amerikaans Pacifisch Fjordland.

## Geschiedenis
Het is waarschijnlijk een Indiase naam. De eerste publicatie van deze naam dateert uit 1853 van de Russische Hydrografische Dienst.